# Loimopapillosum dasyatis
Loimopapillosum dasyatis är en plattmaskart. Loimopapillosum dasyatis ingår i släktet Loimopapillosum och familjen Loimoidae. Inga underarter finns listade i Catalogue of Life.